# Diaobingshan
Diaobingshan är en stad på häradsnivå som lyder under Tielings stad på prefekturnivå i Liaoning-provinsen i nordöstra Kina. DEn ligger omkring 70 kilometer norr om provinshuvudstaden Shenyang. 